# Czechoslovakia 1968
Czechoslovakia 1968 (také známý jako Czechoslovakia 1918–1968) je krátký americký dokumentární film z roku 1969 pojednávající o pražském jaru a následné invazi vojsk Varšavské smlouvy do Československa.  Film vytvořila agentura USIA pod vedením režisérů Roberta M. Fresca a Denise Sanderse.
Film získal Oscara za nejlepší krátký dokumentární film a v roce 1997 byl knihovnou Kongresu Spojených států vybrán k uchování v Národním filmovém registru Spojených států, protože byl identifikován jako „kulturně, historicky nebo esteticky významný“.

## Kontroverze
V roce 1972 získal americký senátor James L. Buckley kopii filmu Czechoslovakia 1968 za účelem jeho odvysílání na newyorských televizních stanicích. S vysíláním nesouhlasil předseda zahraničního výboru Senátu USA J. William Fulbright, protože podle jeho názoru zákon Smith–Mundt zakazoval vnitrostátní šíření materiálu vytvořeného agenturou USIA. Fulbright si na chystané vysílání stěžoval ministrovi spravedlnosti, který zasáhnout odmítl, protože podle jeho názoru odvysílání filmu nebylo protizákonné.
Na základě této události Kongres v roce 1972 zákon Smith–Mundt změnil tak, aby výslovně zakazoval vnitrostátní šíření materiálu vytvořeného agenturou USIA. Agentura USIA pak byla v roce 1999 zrušena.

## Ocenění
- 1970 – Oscar za nejlepší krátký dokumentární film[9]